# Lumberjacks
Lumberjacks, grundad 2009, är den officiella supporterklubben till ishockeyklubben Modo Hockey. Den bildades efter säsongen 08/09 då delar av supportrarna bröt sig ur supporterklubben Modo Support och fick sitt namn efter en namnförslagstävling.